# Katriguppe, Nagamangala
Katriguppe là một làng thuộc tehsil Nagamangala, huyện Mandya, bang Karnataka, Ấn Độ.